# HMS Småland (J19)
De HMS Småland (J19) was de eerste torpedobootjager van de Zweedse marine van na de Tweede Wereldoorlog. Er waren plannen voor drie zusterschepen, maar slechts een schip, HMS Halland, is daadwerkelijk gebouwd. HMS Småland kwam in 1954 in dienst bij de Zweedse marine. Na een modernisering in de zestiger jaren werd het in 1979 buiten dienst gesteld. Het is nu een museumschip bij Maritiman in Göteborg.

## Beschrijving
De torpedobootjager was ruim 120 meter lang en had een waterverplaatsing van zo’n 3300 ton. De belangrijkste taak was het beschermen van grotere marineschepen tegen aanvallen van onderzee- en motortorpedoboten. De jager is voorzien van kanonnen tegen zee-, inclusief onderwatervaartuigen, en luchtdoelen. Met zo'n 500 ton brandstof in de tanks kon het schip 3000 zeemijl varen bij een snelheid van 20 knopen.

## Schepen in de klasse
HMS Småland behoort tot de Hallandklasse. In 1948 werd een order geplaatst voor vier schepen van deze klasse. Het zusterschip HMS Halland (J18) werd ook gebouwd, maar de opdrachten voor HMS Lappland en HMS Värmland zijn geannuleerd. De marine van Colombia heeft ook nog twee exemplaren besteld, de 7 de Agosto (D-06) en 20 de Junio (D05). Alle schepen van deze klasse zijn uit dienst en gesloopt, met uitzondering van de HMS Småland.

## Fotogalerij

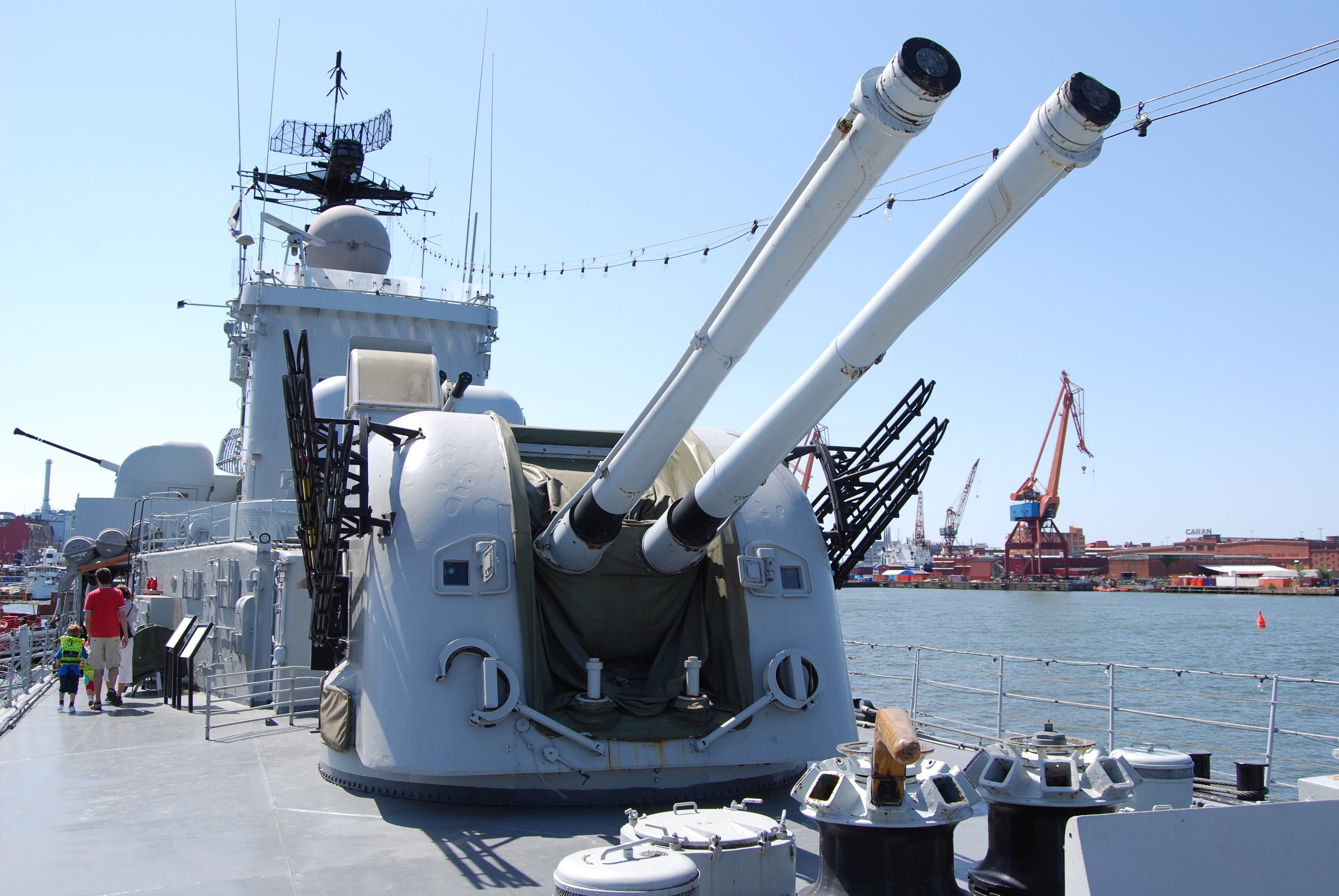
De 120mm dubbeltoren voor de brug
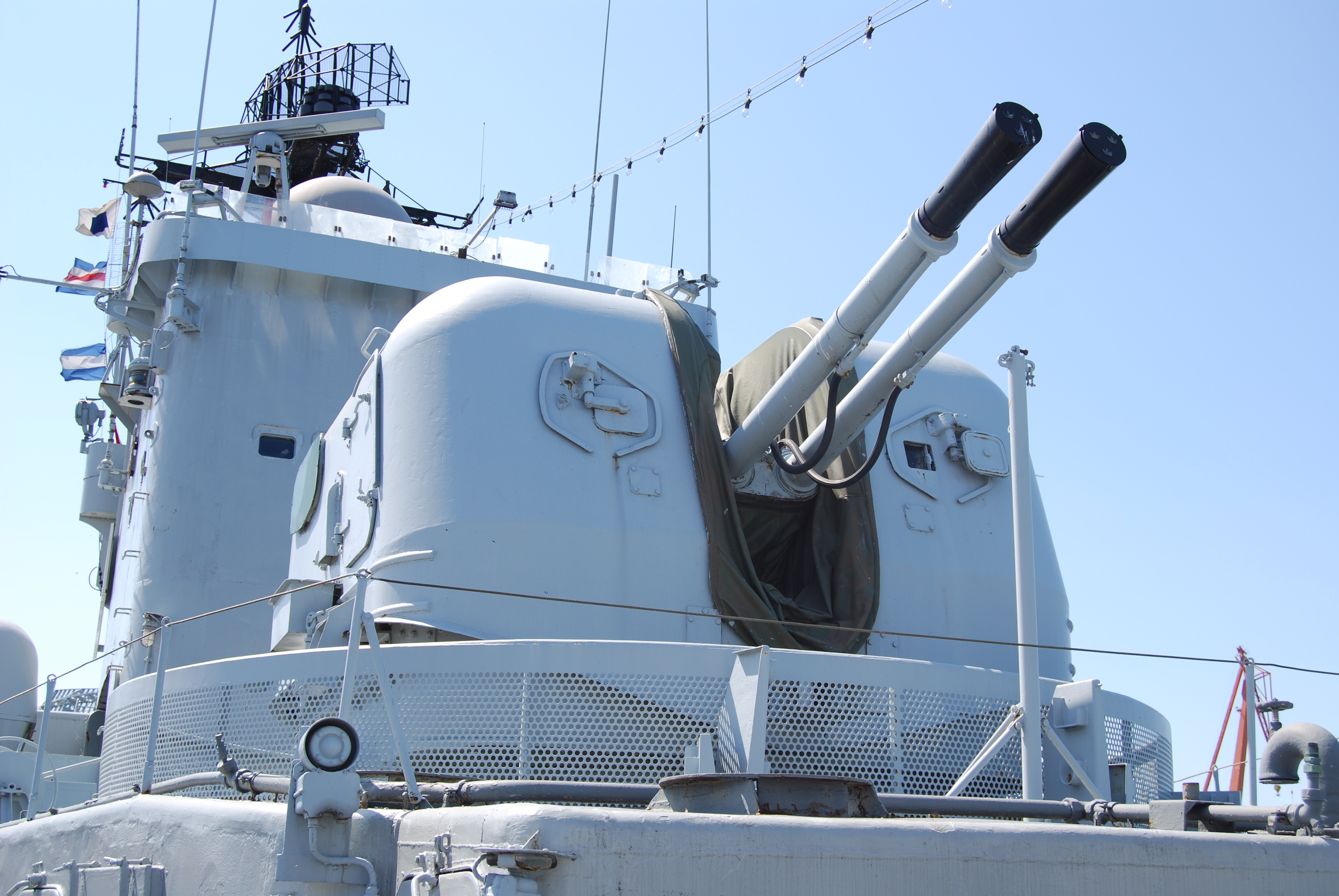
Dubbeltoren met 57mm-kanonnen
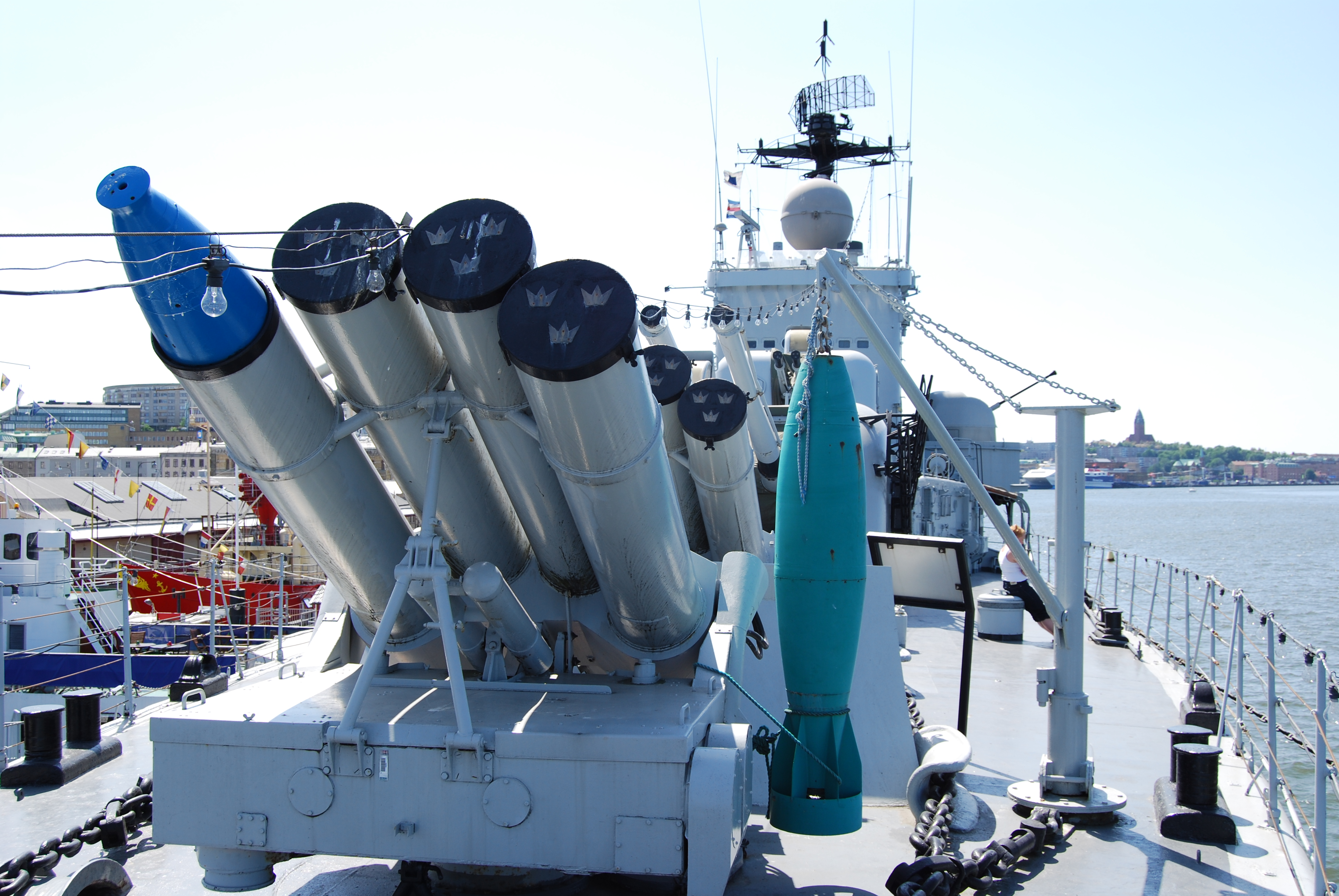
Onderzeebootbestrijding
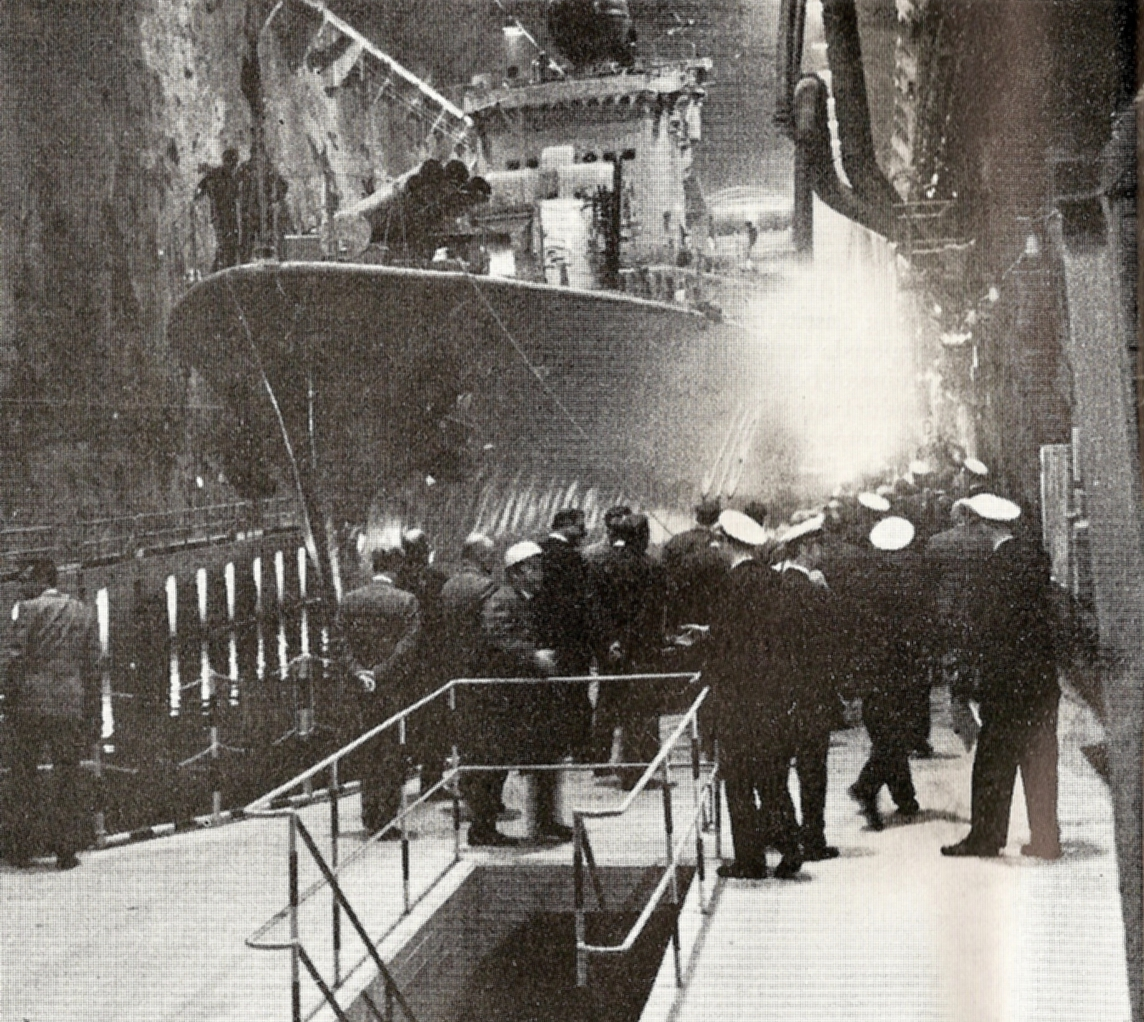
HMS Småland in een grot van de Muskö marinebasis